# シーチャン島
座標: 北緯13度8分59.7秒 東経100度48分30.4秒 / 北緯13.149917度 東経100.808444度
シーチャン島（シーチャンとう、タイ語風にコ・シーチャンとも）はタイ中部にある島の一つ。行政区分としては郡（アムプー）である。

## 名称
名称については詳しいことはわかっていない。クメール語起源説。「4人の農民」という意味の「シーサン」という中国語からきているという説、島が獅子の形に似ていることからサンスクリット語で「獅子の脛」といういみの「シーチョン (สีห์ชงฆ์)」からきているという説、「チャン仙人（ルシーチャン）」という有名な仙人の出身地であることから来たという説がある。

## 歴史
シーチャン島は海の商人たちの避難所として知られていた。ラーマ5世（チュラーロンコーン）はこの地を避暑地として、チュタートゥット宮殿を建設した。チュタートゥットとはラーマ5世の息子の名前である。しかしこの宮殿は1893年フランスが占領したことから放棄された。
元々、シーチャン島はサムットプラーカーン県サムットプラーカーン市の管轄であったが、1943年1月1日チョンブリー県シーラーチャー郡の管轄とされた。1994年、分郡から郡へ昇格した。

## 地理
シーチャン島はバンコク湾東岸に位置し、南北に長い島の形となっている。

## 経済
島の経済は観光業で成り立っている。

## 行政区分
シーチャン島郡にはタムボン・ターテーワウォンという1つのタムボンがあり、さらにその下位に7つの村(ムーバーン)がある。島全体がテーサバーン（自治体）になっており、テーサバーンタムボン（タムボン自治体）・コシーチャンと呼ばれる。